# Lipotriches edirisinghei
Lipotriches edirisinghei är en biart som beskrevs av Gregory B. Pauly 2006. Lipotriches edirisinghei ingår i släktet Lipotriches och familjen vägbin. Inga underarter finns listade i Catalogue of Life.